# Amblycorypha floridana
Amblycorypha floridana är en insektsart som beskrevs av Rehn, J.A.G. och Morgan Hebard 1905. Amblycorypha floridana ingår i släktet Amblycorypha och familjen vårtbitare. Inga underarter finns listade i Catalogue of Life.